# EC50

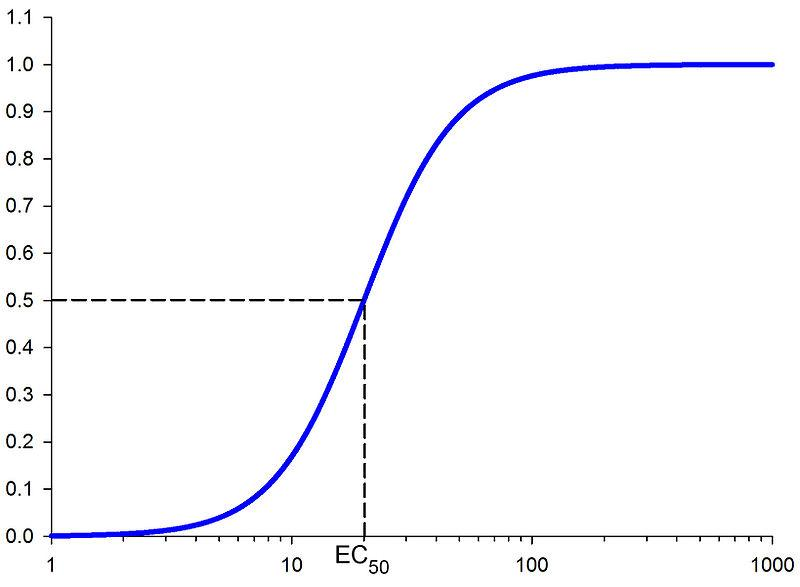
Типова сигмоїдна крива «Концентрація-ефект». Концентрація ліганду відкладена на горизонтальній осі, відношення зареєстрованого ефекту до максимального можливого — на вертикальній. Значення ЕС_{50} збігається з точкою перегину кривої.

ЕК50, EC50, або напівмаксимальна ефективна концентрація, означає концентрацію ліганда, яка спричинює ефект, що дорівнює половині максимального можливого для даного ліганду після спливання деякого проміжку часу. Ця величина звичайно використовується як характеристика потужності дії ліганду.
EC50 градуйованої кривої концентрація-ефект, таким чином, репрезентує концентрацію сполуки, при дії якої спостерігається ефект, що дорівнює половині її максимального ефекту; EC50 квантованої кривої доза-ефект репрезентує концентрацію сполуки, що викликає очікуваний ефект у 50 % особин піддослідної популяції.
EC50 звичайно використовується при дослідженні дії агоністів або стимуляторів, в той час як при дослідженні ефектів антагоністів, або дослідженні конкурентної взаємодії речовин, частіше використовують споріднений показник IC50.
Залежність ефекту від концентрації звичайно описується сигмоїдною кривою, що швидко зростає на короткому проміжку зміни концентрацій. Точка перегину цієї кривої збігається із значенням EC50 (див. рисунок).

## Рівняння
Для знаходження EC50 використовується багато рівнянь різного вигляду. Наприклад:
{\displaystyle Y=Bottom+{\frac {Top-Bottom}{1+({\frac {X}{EC_{50}}})^{\mathrm {Hillcoefficient} }}}}, де
Y — експериментальне значення ефекту, Bottom — найнижче значення ефекту, що спостерігалося, Top — найвище значення ефекту, що спостерігалося, а коефіцієнт Хіла(англ. Hill coefficient) характеризує нахил кривої.

## Обмеження
Ефект ліганду звичайно залежить від часу, впродовж якого даний ліганд діяв. Таким чином, EC50 залежить від часового проміжку, після спливання якого фіксується ефект. Звичайно вигляд функції залежності ефекту від часу залежить від чисельних безрозмірних величин, таких як характеристики розподілу ліганду в органі або тканині, механізму дії, загального стану організму, і т.ін. Така форма залежності ефекту від часу істотно ускладнює порівняння ефективності або токсичності речовин, тому звичайно для таких порівнянь обирають деякий фіксований проміжок часу, що відводиться на розвиток ефекту.